# Авасіма (Ніїґата)
Авасіма або Острів Ава (яп. 粟島, あわしま, авасіма, «острів піни») — 
японський острів у східній частині Японського моря. Є складовою префектури Ніїґата. У адміністративному відношенні належить селу Авасімаура, що займає усю площу острова.

## Географія
На 1 січня 2008 року площа острова становила 9,86 км², населення — 412 мешканці, а густота населення — 41,8 осіб/км². 
Найвища точка Авасіми — гора Осіба (小柴山, 265,3 м).
Поселення розташовані на сході острова у районі Утіура (内浦) та на заході у районі Каматані (釜谷)

## Цікавинки
За переказами, хмарними днями у травні-червні, біля берегів острова над поверхнею моря можна побачити невідому велетенську рибу, яку називають укімоно (дрейфуюча). Вона зникає при наближенні до неї людей. 。